# Gladiolus ceresianus
Gladiolus ceresianus är en irisväxtart som beskrevs av Harriet Margaret Louisa Bolus. Gladiolus ceresianus ingår i släktet sabelliljor, och familjen irisväxter. Inga underarter finns listade i Catalogue of Life.